# Орлингское сельское поселение
О́рлингское се́льское поселе́ние — существовавшее в 2004—2008 годах муниципальное образование в составе Усть-Кутского района Иркутской области. Административный центр — село Орлинга. На территории поселения находились 4 населённых пункта — 2 села и 2 деревни. Население — менее 100 человек.
Образовано 31 декабря 2004 года. Включило земли четырёх населённых пунктов. Упразднено 30 сентября 2008 года.
Последний глава администрации — Козлов Сергей Еремеевич.

## Географические данные
Находилось в южной части Усть-Кутского района Иркутской области.
Граничило:
- на севере — с межселенной территорией Усть-Кутского района;
- на востоке — с Казачинско-Ленским муниципальным районом;
- на юге — с Жигаловским муниципальным районом;
- на юго-востоке — с Усть-Удинским муниципальным районом;
- на западе — с Нижнеилимским муниципальным районом

Территория бывшего поселения находится на юго-восточной окраине Среднесибирского плоскогорья (Лено-Ангарское плато). По территории поселения протекают реки Лена и Орлинга (приток Лены). Много родников, малых рек. Минеральные источники. Бо́льшую часть территории занимает тайга.

## Населённые пункты
- село Орлинга;
- село Тарасово;
- деревня Басово;
- деревня Жемчугова[2].

## История
Населённые пункты на территории поселения начали появляться с конца XVII века. Их развитие связано в первую очередь с распашкой немногочисленных удобных для ведения сельского хозяйства земель в долине Лены, а также с обслуживанием ямского тракта из Иркутска в Якутск.
Крупнейшим селением на этих землях было село Орлинга, которое к концу XVIII века стала центром Орлингской волости. До 1775 года волость находилась в подчинении Илимска в составе Сибирской и Иркутской губерний. В 1775 году в составе Иркутской губернии был выделен Киренский уезд, куда вошла Орлингская волость.
В 1822 году Киренский уезд упразднён, а волость вошла в состав Иркутского округа.
В 1856 году Орлингская волость вошла в состав новообразованного Верхоленского округа (с 1887 года — уезда).
В 1898 году перешла в подчинение вновь образованного Киренского уезда (с 1924 года — округа).
В 1925 году Орлингская волость была упразднена, а её территория вошла в состав Усть-Кутской волости Киренского округа.
В 1926 году был образован Усть-Кутский район, в составе которого, кроме прочих, были выделены Орлингский и Тарасовский сельсоветы. Тарасовский сельсовет был позже упразднён, а его территория вошла в состав Орлингского.
31 декабря 2004 года в ходе муниципальной реформы было образовано Орлингское сельское поселение в составе Усть-Кутского муниципального района.
30 августа 2008 года сходом граждан было решено упразднить муниципальное образование «в связи с тем, что численность населения... составляет менее 100 человек, а сама территория муниципального образования расположена в труднодоступной местности».
30 сентября 2008 года Орлингское сельское поселение было упразднено решением думы Усть-Кутского муниципального района.

## Население
Численность населения в 2008 году не превышала 100 человек — это стало одной из причин упразднения поселения.
На 2 декабря 2007 года в поселении насчитывалось 79 человек, имеющих право голоса.

## Местное самоуправление
Действовавшая система местного самоуправления была сформирована в 2005 году на основании областного закона № 93-оз от 16 декабря 2004 года «О статусе и границах муниципальных образований Усть-Кутского района Иркутской области». Представительным органом местного самоуправления являлась поселенческая Дума, состоявшая из депутатов, избранных 2 декабря 2007 года всеобщим тайным голосованием. Её возглавлял председатель Думы, выдвинутый из состава избранных депутатов. Исполнительно-распорядительным органом местного самоуправления являлась администрация. Её возглавлял глава администрации (глава поселения) — Козлов Сергей Еремеевич, избранный по результатам всеобщих выборов 2 декабря 2007 года. Срок полномочий главы администрации составлял 5 лет.
Поселение было административно подчинено администрации Усть-Кутского муниципального района.
После упразднения в 2008 году сельского поселения населённые пункты управляются напрямую администрацией района.

## Экономика
На момент упразднения промышленные предприятия в поселении отсутствовали. Население занято в подсобном хозяйстве. Сбыт сельскохозяйственной продукции в бюджетные учреждения города Усть-Кута.

## Транспорт
На момент упразднения по территории поселения проходили только лесные, тракторные дороги и геологические профили, непроезжие для большинства автотранспорта.
Зимой действовал автозимник до Усть-Кута по руслу реки Лены, использующийся для доставки грузов и проезда частных автомобилей.
Летом сообщение с Усть-Кутом осуществлялось речным транспортом. Курсировали теплоходы типа «Заря».
Весной и осенью населённые пункты фактически отрезаны от внешнего мира.

## Связь
Спутниковые таксофоны во всех населённых пунктах. Другие виды телефонной связи, эфирное телевидение, радио отсутствуют.
Почтовое отделение в Орлинге (666679).

## Социальная сфера
(Данные на момент упразднения.)
В Орлинге находится основная школа (в 2008 году оборудована компьютером) и фельдшерско-акушерский пункт.
Другие учреждения социальной сферы отсутствуют. Снабжение товарами первой необходимости осуществляется оптовыми поставщиками по заявкам жителей населённых пунктов.